# Япетус
Япетус — древний океан, существовавший 600—400 млн лет назад. Образовался в результате раскола суперконтинента Родиния. Границами океана были континенты Гондвана, Лаврентия, Авалония и Фенносарматия (Балтика). Западная и восточная части острова Ньюфаундленд находились по разные стороны океана. Океан Япетус захлопнулся в ордовикско-силурийское время. В результате соединения Европы (Балтика) и Северной Америки (Лаврентия) образовался палеоконтинент Лавруссия.
Впоследствии на месте Япетуса образовался Атлантический океан и одноименная сутура.